# Infern - Cant vint-i-quatrè
El cant vint-i-quatrè de l’Infern de Dante Alighieri té lloc a la setena fossa del vuitè cercle, on es castiguen els lladres. Passa al matí del 9 d’abril de 1300 (Dissabte Sant), o el 26 de març de 1300 segons uns altres comentaristes.

## Sinopsi

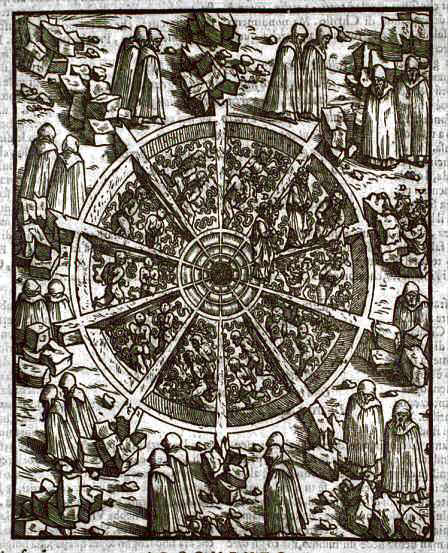
La fossa dels lladres rodejada de la dels hipòcrites, il·lustració d'Alessandro Vellutello.

El símil que obre aquest cant és d’una llargada insòlita; s'ha elaborat amb una tècnica minuciosa, preciosa i decorativa i s'han triat refinadament els mots i les rimes. De la mateixa manera que un pastor, quan es lleva al matí per conduir el bestiar al prat, albira el camp blanc pel gebre i, en confondre-ho amb la neu, es desespera i, tanmateix, al cap de poc es consola quan veu que la presumpta neu es fon amb els primers rajos tebis del sol de febrer; li passa el mateix a Dante, que és pres per l'estupor quan veu Virgili preocupat i aïrat perquè Malacoda l’ha enganyat, però després s'anima i es reconforta quan, un cop superat l'escull, veu que el mestre ha recuperat el seu aspecte serè i cortesanament afectuós de sempre. El mateix to de desimboltura artística perdura fins a la descripció de l’ascens dels dos peregrins per la costa escarpada fins al marge de la fossa següent: una descripció àgilment discursiva, fluida, viva i perspicaç, que culmina amb una clariana d’eloqüència, magnífica per si mateixa.
Tota aquesta primera part del cant s'ha de considerar una pausa de distensió —un moment d’ègloga, de tendra i preciosa influència virgiliana—després de l’atmosfera opriment i la tensió psicològica de les dues fosses precedents: és una pausa de repòs i, al mateix temps, d’enllaç, que obeeix les normes que regulen el desenvolupament d’una trama narrativa amb les seves variants de to i d’acció. En realitat, és amb aquesta actitud d’indiferència que es posa en marxa l'acció, que segueix —i arribarà al seu punt culminant en el següent cant de manera imprevisible i meravellosa, hòrrida i fascinant— amb un quadre de serps entrelligassant-se, amb les dues ànimes nues, atemorides i fugitives, i amb una misteriosa metamorfosi: una de les pàgines en què a alguns els sembla que Dante majorment s'acosta a un propòsit d’art pur, un art que se sustenta en la novetat de la invenció, en la tria d’un vocabulari docte, en la ressonància literària i, fins i tot, en el subratllat de la consciència i de l’ostentació de l’artifici. En canvi, és cert que l'estímul moral no hi és absent: l’aparent abandonament a la prova d’una bravura artística, sense dubte excepcional, neix d’un fons d’un menyspreu cruel, d’una repugnància ètica i també —com millor es revelarà en els següents cants— d’ira política. És en aquest clima de menyspreu que es justifica la represa fortament dramàtica que conclou el cant, amb la trobada de Vanni Fucci, de Pistoia, un home injust, bestial, sanguinari i enemic dels güelfs blancs. Dante es compadeix d’aquest pocavergonya i l'obliga a revelar la seva última culpa, la més secreta: el robatori sacríleg del tresor de la catedral de Pistoia. El to agressiu i cínic amb el qual el personatge es presenta, els actes d’orgull rabiós, l'extrema violència del seu gest, les seves paraules blasfemadores o la irosa profecia que pronuncia contra Dante, tot contribueix a donar relleu a la trista vergonya dels homes obligats a confessar la pròpia ignomínia. Com a la història de Filippo Argenti, el poeta acalora la seva imaginació amb el menyspreu de la supèrbia bestial i la joia gairebé feroç quan la veu dominada i aniquilada per la justícia infal·lible de Déu.

## Anàlisi del cant

### El marge del la setena fossa (vers 1-63)
Els primers cinc tercets d'aquest cant són un símil, un dels més grans del poema, i està directament relacionat amb el final del cant anterior, en el qual Virgili estava enutjat en silenci per haver descobert que havia estat burlat per un dimoni. La paràbola comença amb la descripció de l'època de l'any que acaba de començar («giovanetto anno», v. 1). Amb un llenguatge metafòric, s'explica que els rajos del sol comencen a extingir-se sota l'Aquari —del 21 de gener al 21 de febrer— i que les nits comencen a escurçar-se fins que es reduiran a la meitat del dia, és a dir, l'equinocci de primavera («e già le notti al mezzo dì sen vanno», v. 3). També és quan el gebre, sobre la terra, imita l’aspecte de la seva germana blanca, que és la neu («assempra / l’imagine di sua sorella bianca», v. 4-5). El símil explica que un pastor a qui se li ha acabat el farratge per a les ovelles, després de llevar-se, veu tot el camp cobert amb una manta blanca, es lamenta i torna a casa sense saber com alimentar el seu bestiar. Tanmateix, quan torna a veure el camp, té esperança («la speranza ringavagna», v. 12) perquè el món en poca estona ha canviat la cara, i surt amb les ovelles a pasturar. Igual que el pastoret, doncs, es veu l’agitació a la cara del mestre, la qual cosa impressiona Dante («così mi fece sbigottir lo mastro / quand’io li vidi sò turbar la fronte», v. 16-17), però ràpidament arriba el remei del mal (metàfora mèdica), ja que Virgili, quan arriben a les ruïnes del pont enderrocat, encoratjat per aquesta vista, es torna a dirigir a Dante amb l'expressió dolça que li havia vist a la cara quan el va conèixer per primera vegada a la «selva oscura» del cant I.

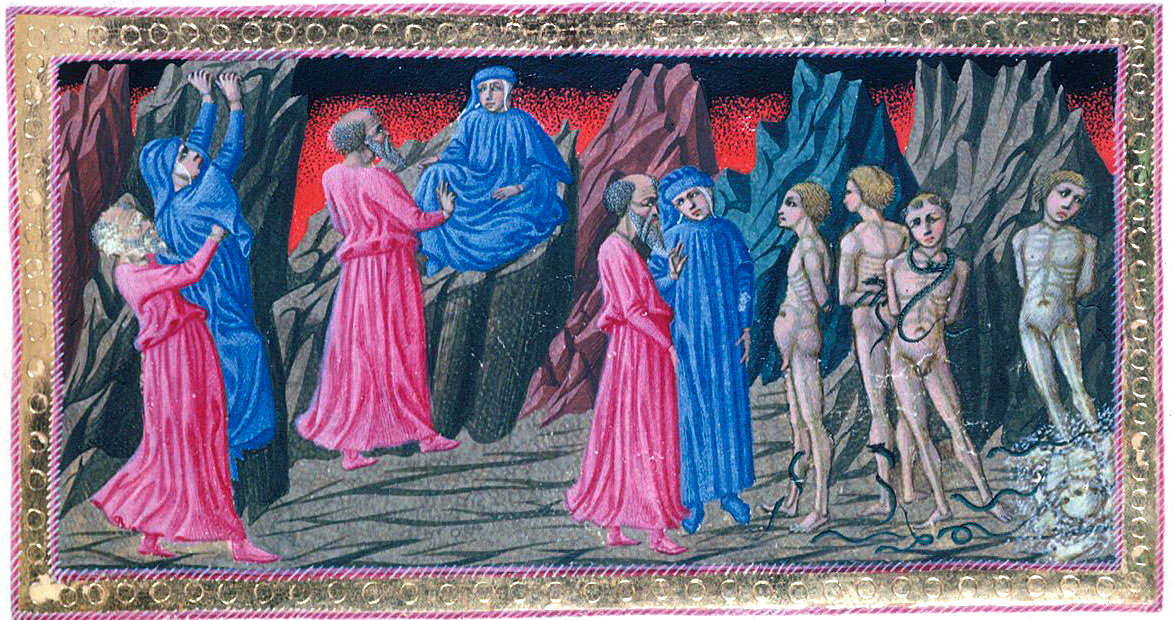
Il·lustració del foli 44 del manuscrit Yates Thompson MS36 de la Divina Comèdia. L'autor és Priamo della Quercia (segle XV).

Llavors comença l'ascens per les ruïnes del pont que pujava cap al vuitè cercle. Virgili, que té Dante aferrat, el fa escalar una roca, mentre ell en mira una altra perquè Dante s'hi pugui aferrar, aconsellant-li que primer miri si aguanta el seu pes («così, levando me sù ver’ la cima / d’un ronchione, avisava un’altra scheggia / dicendo: “Sovra quella poi t’aggrappa; / ma tenta pria s'è tal ch’ella ti reggia”», v. 27-30). No era un camí possible, diu Dante, per a aquells que anessin amb capa: el poeta, amb aquest vers («Non era via da vestito di cappa», v. 31), encara pensa en la capa de plom dels hipòcrites del cant anterior i torna a repetir que els hipòcrites no podran sortir de la fossa on són.
Arribats al capdamunt, a Dante li falta l’alè i s'asseu a la primera roca que troba perquè ja no pot més («i’ non potea più oltre», v. 44), però Virgili immediatament renya Dante: amb suggeriments solemnes l'encoratja a continuar la marxa de seguida. Les paraules de Virgili són famoses pel seu rigor i importància, encara que, si es llegeixen en el context de la situació, poden sonar una mica massa fortes. No podem oblidar, però, el seu valor sobretot simbòlic, no vinculat només a la situació de cansament de Dante. Diu al deixeble que assegut a les plomes ningú no guanya fama en vida. Qui fa això a la terra, deixa el mateix rastre que el fum a l'aire o l'escuma a l'aigua. Així que és bo que Dante s'aixequi i derroti el cansament («l’ambascia», v. 52), perquè la ment té el poder de guanyar totes les batalles si el cos pesat no s'esfondra. Els espera una escalada ben llarga (és a dir, el Purgatori) perquè no n’hi ha prou de separar-se dels condemnats («Più lunga scala convien che si saglia; / non basta da costoro esser partito», v. 55-56). Aquesta última frase tanca tot el sentit del viatge simbòlic a l’Infern: Dante fa un camí iniciàtic cap al bé i el coneixement d'allò diví —el Paradís—, però abans de res ha de fer un camí expiatori passant per l'Infern i ha de completar un camí de purificació passant pel Purgatori, perquè per conèixer la felicitat no n’hi ha prou de conèixer només el mal i evitar-lo. Dante, aleshores, es posa dret i diu: «Va, ch’ i’ son forte e ardito» (v. 60). A continuació, tots dos troben el nou pont sobre la següent fossa, que és més escarpat, estret i difícil que les passades fins ara.

### La fossa dels lladres (versos 64-96)

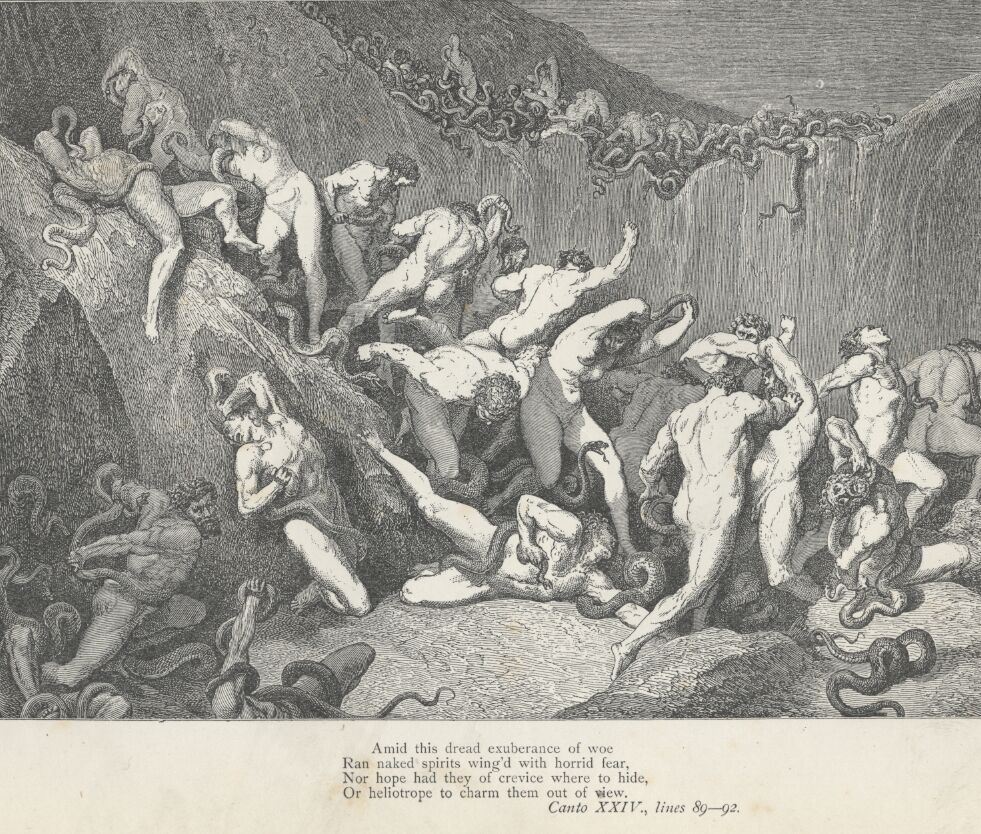
La fossa dels lladres, il·lustració de Gustave Doré.

Dante no para de parlar per ocultar el seu cansament. Quan els dos poetes acaben de travessar el pont de la següent fossa, la setena, Dante sent una veu que no aconsegueix articular cap paraula. Sense entendre el que diu, li fa l'efecte que estigui molt enfadat: el poeta treu el cap per mirar cap avall, però no pot veure res en la foscor. Per tant, proposa a Virgili baixar fins als marges més profunds, a la qual cosa el poeta accedeix amb una perífrasi retòrica («Altra risposta […] non ti rendo / se non lo far; chè la dimanda onesta / si de’ seguir con l’opera tacendo.», v. 76-78). Per tant, comencen la davallada des del cap del pont, que uneix la setena amb la vuitena fossa. Aleshores, Dante veu un escenari horripilant que està dominat per un moviment frenètic, causat per una terrible multitud de serps (en realitat, de seguida es descobreix que són rèptils diversos), de diferents espècies («diversa mena», v. 83). Fins i tot, quan Dante les recorda se li gela la sang (com es veurà en el següent cant, aquestes mateixes serps que l’han deixat atònit es transformaran en serps amigues).
Dante cita bastant fidelment la Farsàlia de Lucà: hi ha quelidres (tortugues aquàtiques), jàculis (serps que s'enfilen pels arbres), farees (serps que fan un sot amb la cua quan caminen) i amfisbenes (llangardaixos). Vegeu-ho: 
| «                                           | Et gravis in geminum surgens caput Amphisbaena; et Natrix violator aquae, Iaculique volucres; et contentus iter cauda sulcare Phareas. | La ferotge amfisbena, que s'aixeca sobre dos caps; la nàtrix, que contamina les aigües, i la jàculi, que pot volar; i la farea, que se satisfà d’arar un camí amb la cua. | » |
| — Lucà, Farsàlia, llibre IX, versos 719-721 | | |   |

Líbia —entesa genèricament com el desert del Sàhara—, Etiòpia i Aràbia no poden presumir de tenir tanta riquesa de serps, per la qual cosa Dante es complau enumerant-les. Els rèptils corren entre la gent nua i atemorida: ja no té esperança de trobar o bé un amagatall o bé heliotropi, una pedra verda amb taques vermelles que es creia que tenia el poder de guarir contra el verí de les mossegades de serp, així com de fer invisible a qui la portés. Les serps els lliguen les mans a l'esquena i amb el cap i la cua els burxen els ronyons («con serpi le man dietro avean legate; / quelle ficcavan per le ren la coda / e il capo, ed eran dinanzi aggroppate», v. 94-96). Més endavant, Dante explicarà que es tracta de lladres que, a diferència dels lladres castigats a submergir-se en la sang bullent del Flegetont, no són violents. Però aquests han estat ajudats per l'engany i l’astúcia i, per tant, tenen una culpa més greu segons la lògica de l’infern dantesc, en què les capes més baixes corresponen als pecats més greus.

### Metamorfosis dels lladres (versos 97-120)

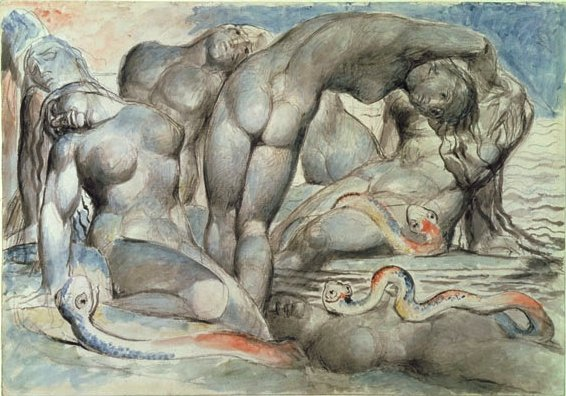
El càstig dels lladres (1824-1827), de William Blake.

En aquest instant, Dante presencia una metamorfosi sorprenent quan una serp mossega un condemnat entre el coll i l'espatlla i, «Nè o sì tosto mai nè i si scrisse» (v. 100) —és a dir, les lletres que es dibuixen amb un sol traç de ploma—, el condemnat cau a terra en cendres. Aquesta imatge pot fer pensar en un epilèptic, ja que en aquell moment hi havia la creença que quan passava això era perquè un dimoni havia posseït la persona en qüestió («E qual è quel che cade, e non sa como, / per forza di demon ch'a terra il tira», v. 112-113). Ara bé, a continuació s'explica que reneix com ho fa un fènix cada 500 anys després d’haver-se construït un llit de nard i mirra (és una descripció que manlleva d'Ovidi). Compareu les dues versions: 
| «                                                                    | […] che la fenice more e poi rinasce, quando al cinquecentesimo anno apressa; erba né biado in sua vita non pasce ma sol d'incenso lagrime e d'amomo, e nardo e mirra son l'ultime fasce. | […] que l'au fènix mor i renaix de nou quan s'acosta a complir els cinc-cents anys; en la vida no menja herba ni fenc sinó gotetes d'encens i d'amom, i el seu últim llenç és de nard i mirra. | » |
| — Dante Alighieri, Divina Comèdia, Infern, cant XXIV, versos 107-111 | | |   |

| «                                                    | […] Non fruge neque herbis, sed turis lacrimis et succo vivit amomi. Haec ubi quinque suae complevit saecula vitae [...] | […] no viu de les herbes ni dels grans, sinó amb plor d’encens i extractes d’amoni. Quan ha complert cinc segles de vida, […] | » |
| — Ovidi, Les metamorfosis, llibre XV, versos 393-395 | | |   |

El contrapàs d'aquests condemnats no és del tot clar; la serp que s'arrossega, tanmateix, podria representar la naturalesa subtil d'aquests maleïts. A més, el fet de tenir les mans lligades simbolitza el contrari de la llibertat de mans que tenien per robar. La metamorfosi en animal sempre és un fet degradat en Dante: en la seva vista estrictament jeràrquica de l'univers, atribueix als animals i les plantes una forma de vida molt menys noble que la de l'ésser humà, creat a imatge de Déu. A tall d'exemple, hi havia la creença que els suïcides eren transformats en arbres com a càstig. És més, al llarg de l'obra es fa una similitud entre els fraudulents i els animals. En el cas d'aquest condemnat, que es polvoritza i reneix, el càstig encara és pitjor, ja que el seu pecat va passar en un lloc sagrat (aquest detall se sabrà més endavant). Per això torna a ser pols, com abans del Gènesi: és una severa venjança divina de qui va gosar desafiar-lo.

### Vanni Fucci i la seva profecia (versos 121-151)

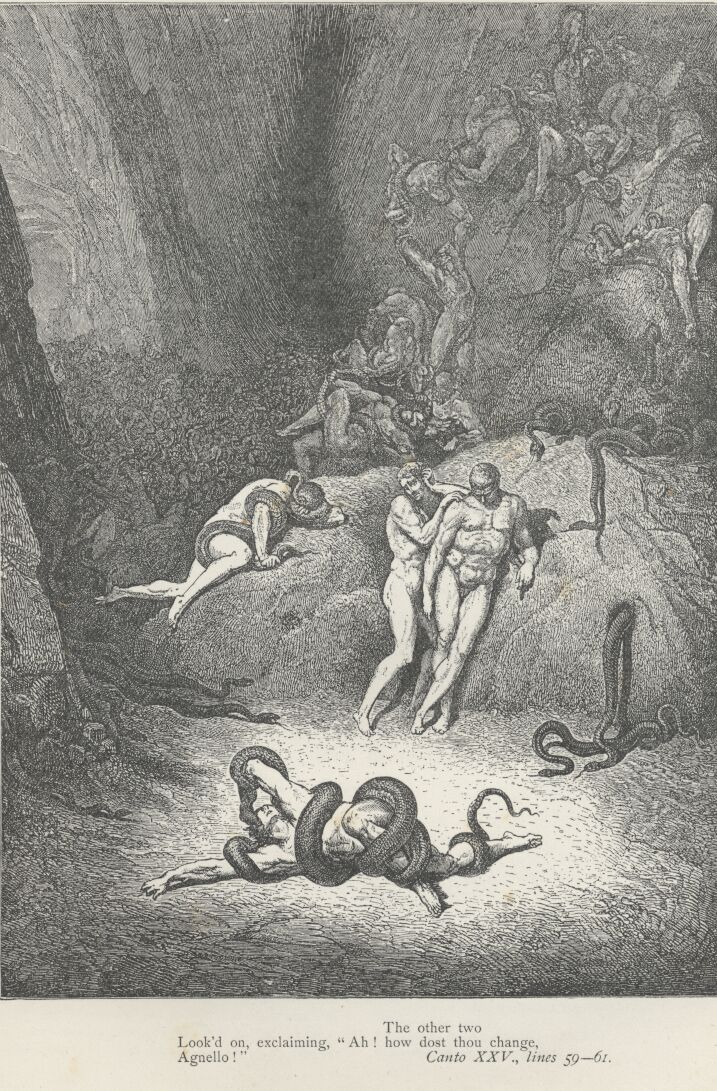
Metamorfosi, il·lustració de Gustave Doré.

Virgili aleshores demana com es diu al condemnat, que li respon amb tota la arrogància i l’aspresa que pot, i la resposta que obté és: «Io piovvi di Toscana, / poco tempo è, in questa gola fiera» (v. 122-123). El condemnat es presenta com un animal, un violent (de fet, era lladre i assassí), de manera que al seu nom s'hi suma el qualificatiu «la bèstia». A Vanni Fucci li agradava la vida bestial —i no la humana— i era una «mul», és a dir, un bastard, un fill il·legítim. Però Dante no està satisfet amb la seva resposta, perquè, en realitat, ja ha reconegut qui és: un terrible home de Pistoia que va fer unes accions cruels i inútils durant el setge de Caprona (una acció militar a conseqüència de la batalla de Campaldino, a la qual Dante va participar com a cavaller). Per això, Dante esperona Virgili perquè el condemnat no s'escapi, ja que la seva culpabilitat és més humiliant i greu —si més no, segons l'esquema ètic de Dante— de la que els ha volgut explicar. Aleshores, Vanni Fucci mira directament Dante als ulls i, avergonyit, li confessa que li fa més mal aquesta mísera condició que no pas el dolor de la mort. No ho pot negar: es troba aquí perquè va robar ornaments sagrats de la sagristia i, a més, van acusar d'aquest delicte una altra persona.
Vanni Fucci es va unir amb Vanni della Monna i Vanni Mironne, pistoiesos, per robar el tresor de San Iacopo. Però els lladres no hi van reeixir plenament, ja que van fugir en sentir algun soroll. Diverses persones van ser arrestades com a sospitoses, entre elles Rampino di Ranuccio, que va estar a punt de ser executat. Finalment, Vanni della Monna va confessar i va revelar els seus còmplices, però Vanni Fucci ja havia fugit. Vanni della Monna va ser penjat.
Després de la humiliació, Vanni Fucci prepara la venjança: «Ma perchè di tal vista tu non godi, / se mai sarai di fuor da’ luoghi bui, / apri li orecchi al mio annunzio, e odi» (v. 140-142). El condemnat es dirigeix amb arrogància cap a Dante, i la seva figura és dibuixada com una de les més negres i indomables de l’Infern. Profetitza aleshores notícies desagradables per Dante: els güelfs blancs, partit al qual pertanyia Dante, expulsaran els güelfs negres de Pistoia —això va passar el 1301—, però aviat seran els blancs els exiliats de Florència. Amb això vol dir que l'èxit actual dels blancs és fugaç perquè al cap de poc temps, el dia de Tots Sants del mateix any, amb l’arribada de Carles I de Valois, la sort canviarà.